# Cantón de Fort-de-France-3
El cantón de Fort-de-France-3 era una división administrativa francesa, que estaba situada en el departamento de Martinica y la región de Martinica.

## Composición
El cantón estaba formado por una fracción de la comuna:
- Fort-de-France (fracción)

## Supresión del cantón de Fort-de-France-3
El 22 de marzo de 2015, el cantón de Fort-de-France-3 fue suprimido, en aplicación de la Ley n.º 2011-884, de 27 de julio de 2011, relativa a las colectividades de Guayana Francesa y Martinica; y específicamente de su artículo 8.º, apartado L558-7, y su comuna pasó a formar parte de la nueva sección de Fort-de-France.